# Базз (класс гоночных яхт)
Базз (Buzz) — это парусная лодка, спроектированная в 1994 году Яном Хоулеттом и Джоном Кейгом и производившийся компанией Reg White Limited как часть линейки лодок «White Formula», первоначально продаваемых Topper International Ltd, но с 2013 года компанией Vantage Sailing. Базз — это гоночный швертбот с одной трапецией. Имеет грот со сквозными латами, стаксель на закрутке и асимметричный спинакер. Всего было построено около 500 лодок. Базз спроектирован как легкая в управлении лодка, но на ней также можно участвовать и в регатах.

## Ходовые качества
Базз похож на швертбот ISO – это его уменьшенная версия. По сравнению с ISO, он на 10 кг легче и с меньшей площадью парусов: 12,85 м² против 14,74 м² . Однако, в отличие от ISO, у базза нет крыльев, помогающих откренивать более низким или легким экипажам.
Базз считается безопасной отправной точкой для того, чтобы научиться управлять швертботами типа скиф (такими как 49er или Musto Skiff). Лодка обладает хорошими ходовыми качествами, что делает ее привлекательной для участия в гонках для более опытных экипажей. Buzz зарекомендовал себя как легковосстанавливаемый после опрокидывания, отчасти благодаря низкому центру плавучести и самоосушающемуся кокпиту с открытым транцем. Открытый транец также означает, что лодка быстро опорожняется при подъеме.
Базз могут использовать люди любого возраста. На национальном чемпионате Великобритании в классе Базз экипажи, выигравшие индивидуальные гонки, сильно различались по весу, что доказывает, что он предлагает возможности морякам всех возрастов и весов. Ширина швертбота составляет почти два метра, а это означает, что в нем будет удобно морякам старшего возраста и более крупным морякам. 

## Внешние ссылки
- Домашняя страница Ассоциации Buzz Class
- Подробности и информация на Go-Sail